# 侏儒變色龍
侏儒變色龍，又名侏儒避役，是侏儒蜥屬（Bradypodion）下的變色龍。牠們分佈在南部非洲，一些在東非及中非的細小變色龍有時也會被分類在此，但並沒有得到廣泛接受。

## 物種
本属包括以下物种：
- Bradypodion atromontanum
- 川斯凱侏儒變色龍 Bradypodion caffrum
- Bradypodion damaranum
- Bradypodion dracomontanum
- 松果角變色龍 Bradypodion fischeri
- 羅伯森侏儒變色龍 Bradypodion gutturale ：可能是多個物種。
- 南非台地侏儒變色龍 Bradypodion karrooicum
- Bradypodion kentanicum
- 黑頭侏儒變色龍 Bradypodion melanocephalum
- 祖魯蘭侏儒變色龍 Bradypodion nemorale ：可能是多個物種。
- Bradypodion occidentale
- 西開普侏儒變色龍 Bradypodion pumilum
- 剎泰路侏儒變色龍 Bradypodion setaroi
- 史密夫侏儒變色龍 Bradypodion taeniabronchum
- 夸祖魯侏儒變色龍 Bradypodion thamnobates
- Bradypodion transvaalense
- 南方侏儒變色龍 Bradypodion ventrale

## 分類
侏儒蜥屬的定界曾引發一些討論。大部份物種都似乎可以從形態特徵來分辨，此屬曾一度作為分佈在撒哈拉以南非洲及擁有半陽徑祖徵的細小變色龍的無效分類。另外，很多現今的物種都被降級為亞種。故此這個分類被受駁斥，不過一些物種仍能以形態及粒線體DNA來分辨。
侏儒變色龍的種系發生學及生物地理學較為一致。西開普侏儒變色龍及B. damaranum是分支的基底，但彼此關係不明。牠們之間似乎比其他物種更為接近，但整體上卻很疏遠。牠們散佈在西開普省海岸及東開普省西部，棲息在多種環境。牠們的祖徵包括體型很大，呈突出的綠色，及有長的尾巴。
其餘的物種組成了一個分支，且可以分為小群。一群是源自德拉肯斯堡山脈，包括北部的B. dracomontanum、南部的B. transvaalense及在東南部未描述的物種。牠們的體型及習性都是祖徵。另一群是在東開普省至誇祖魯-納塔爾省中部，介乎吉爾博森林（Gilboa Forest）及圖蓋拉河之間，包括夸祖魯侏儒變色龍、黑頭侏儒變色龍及在吉爾博森林內的新物種。這群可能是近期演化自單一祖先。
在南非乾旱臺地棲息著一些稍大及神秘的物種。在B. kentanicum及南方侏儒變色龍之間似乎有一定的基因流由北開普省至東開普省的海岸。接近滅絕的史密夫侏儒變色龍較為接近此類，而羅伯森侏儒變色龍及在斯瓦特山脈未描述的群落則較為疏遠。羅伯森侏儒變色龍本身可能是一個隱藏複合種群。B. occidentale是最後一種分佈在乾旱地區的物種，與其他的物種較為疏遠。
其他棲息在森林陡坡及灌木林的物種，都像黑頭侏儒變色龍及史密夫侏儒變色龍般細小。不過由於牠們之間的分野，其形態可以是趨同演化的適應性。B. kentanicum及川斯凱侏儒變色龍有可能是互相的最近親。剎泰路侏儒變色龍並不與牠們接近。祖魯蘭侏儒變色龍似乎包含了兩個或以上的物種，一個可能與剎泰路侏儒變色龍是近親，另一個則可能是德拉肯斯堡山脈類群的早期分支。
總結三種基本形態，一種（鮮艷、長尾巴及體型大）都是祖徵，另一種（大型、短尾及黃褐色）是演化的，最後一種（細小及棲息在陡坡）是形態上的趨同演化。侏儒變色龍的祖先其實是中等體型及有鮮艷顏色的，分佈在海岸一帶的北部至西北部。由於氣候轉變令乾旱度不穩，棲息在西南部潮濕臺地的基底分支開始互相被孤立，分支開來及形成現今的多樣性。

## 保育狀況
其被列為《瀕危野生動植物種國際貿易公約》附錄二的物種，被限制出口及貿易。